# Vimperk
Vimperk (Duits: Winterberg) is een Tsjechische gemeente in de regio Zuid-Bohemen, en maakt deel uit van het district Prachatice.
Vimperk telt 7873 inwoners.
Vimperk was tot 1945 een plaats met een overwegend Duitstalige bevolking. Na de Tweede Wereldoorlog werd de Duitstalige bevolking verdreven.

## Bestuurlijke indeling
Tot Vimperk behoren de stadsdelen Arnoštka (Ernstberg), Bořanovice (Borschanowitz), Boubská (Busk), Cejsice (Zeislitz), Hrabice (Rabitz), Klášterec (Klösterle), Korkusova Huť (Korkushütten) met Huťský Dvůr (Hüttenhof), Šerava (Scherau) und Šeravská Huť (Scherauer Hütte), Křesanov (Kresane), Lipka (Freiung), Michlova Huť (Helmbach), Modlenice (Modlenitz), Pravětín (Gansau), Skláře (Glashütten), Solná Lhota (Salzweg), Sudslavice (Zutzlawitz), U Sloupů, Veselka (Wessele), Vimperk I, Vimperk II, Vimperk III, Vnarovy (Urowitz) en Výškovice (Wischkowitz).

## Bezienswaardigheden

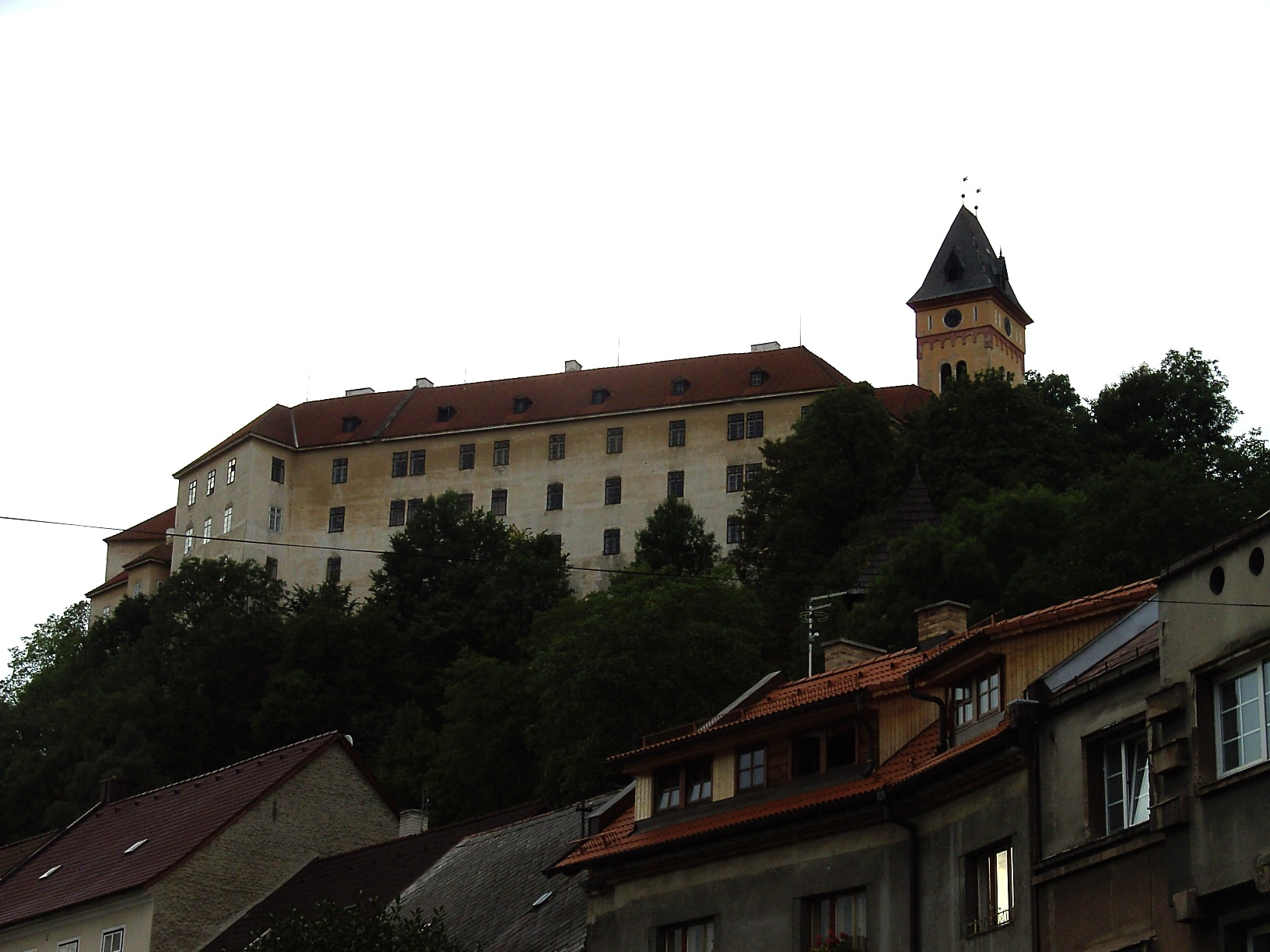
Kasteel Vimperk

- Kasteel van Johann Adolf von Schwarzenberg
- Kerk Mariä Heimsuchung gelegen aan het stadplein uit 1365. In 1500 is de St. Anna Kapelle bijgebouwd. Verdere verbouwingen in de 16de, 18de en 19de eeuw. Het hoogaltaar mer de Schöner Madonna is uit 1410.
- wandelgebied met de berg Kubany (Boubin)

## Partnersteden
- Freyung, Duitsland

## Geboren
- Jaroslav Bílek (16 maart 1971), wielrenner

Babice ·
Bohumilice ·
Bohunice ·
Borová Lada ·
Bošice ·
Budkov ·
Buk ·
Bušanovice ·
Čkyně ·
Drslavice ·
Dub ·
Dvory ·
Horní Vltavice ·
Hracholusky ·
Husinec ·
Chlumany ·
Chroboly ·
Chvalovice ·
Kratušín ·
Křišťanov ·
Ktiš ·
Kubova Huť ·
Kvilda ·
Lažiště ·
Lčovice ·
Lenora ·
Lhenice ·
Lipovice ·
Lužice ·
Mahouš ·
Malovice ·
Mičovice ·
Nebahovy ·
Němčice ·
Netolice ·
Nicov ·
Nová Pec ·
Nové Hutě ·
Olšovice ·
Pěčnov ·
Prachatice ·
Radhostice ·
Stachy ·
Stožec ·
Strážný ·
Strunkovice nad Blanicí ·
Svatá Maří ·
Šumavské Hoštice ·
Těšovice ·
Tvrzice ·
Újezdec ·
Vacov ·
Vimperk ·
Vitějovice ·
Vlachovo Březí ·
Volary ·
Vrbice ·
Záblatí ·
Zábrdí ·
Zálezly ·
Zbytiny ·
Zdíkov ·
Žárovná ·
Želnava ·
Žernovice